# Atlético Rio Negro Clube (RR)
Der Atlético Rio Negro Clube, in der Regel nur kurz Rio Negro genannt, ist ein Fußballverein aus Boa Vista im brasilianischen Bundesstaat Roraima.
Aktuell spielt der Verein in der Staatsmeisterschaft von Roraima.

## Erfolge
Männer:
- Staatsmeisterschaft von Roraima: 1991, 2000

Frauen:
- Staatsmeisterschaft von Roraima: 2023, 2024

## Stadion
Der Verein trägt seine Heimspiele im Estádio Flamarion Vasconcelos, auch unter dem Namen Canarinho bekannt, in Boa Vista aus. Das Stadion hat ein Fassungsvermögen von 4556 Personen.

## Trainerchronik
Stand: 18. Juni 2021
| Trainer        | Nation    | von  | bis   |
| -------------- | --------- | ---- | ----- |
| Peu Santos     | Brasilien | 2001 | 2002  |
| Carlos Negrete | Brasilien | 2015 |       |
| Fabio Luiz     | Brasilien | 2020 | heute |